# دخول الغلاف الجوي

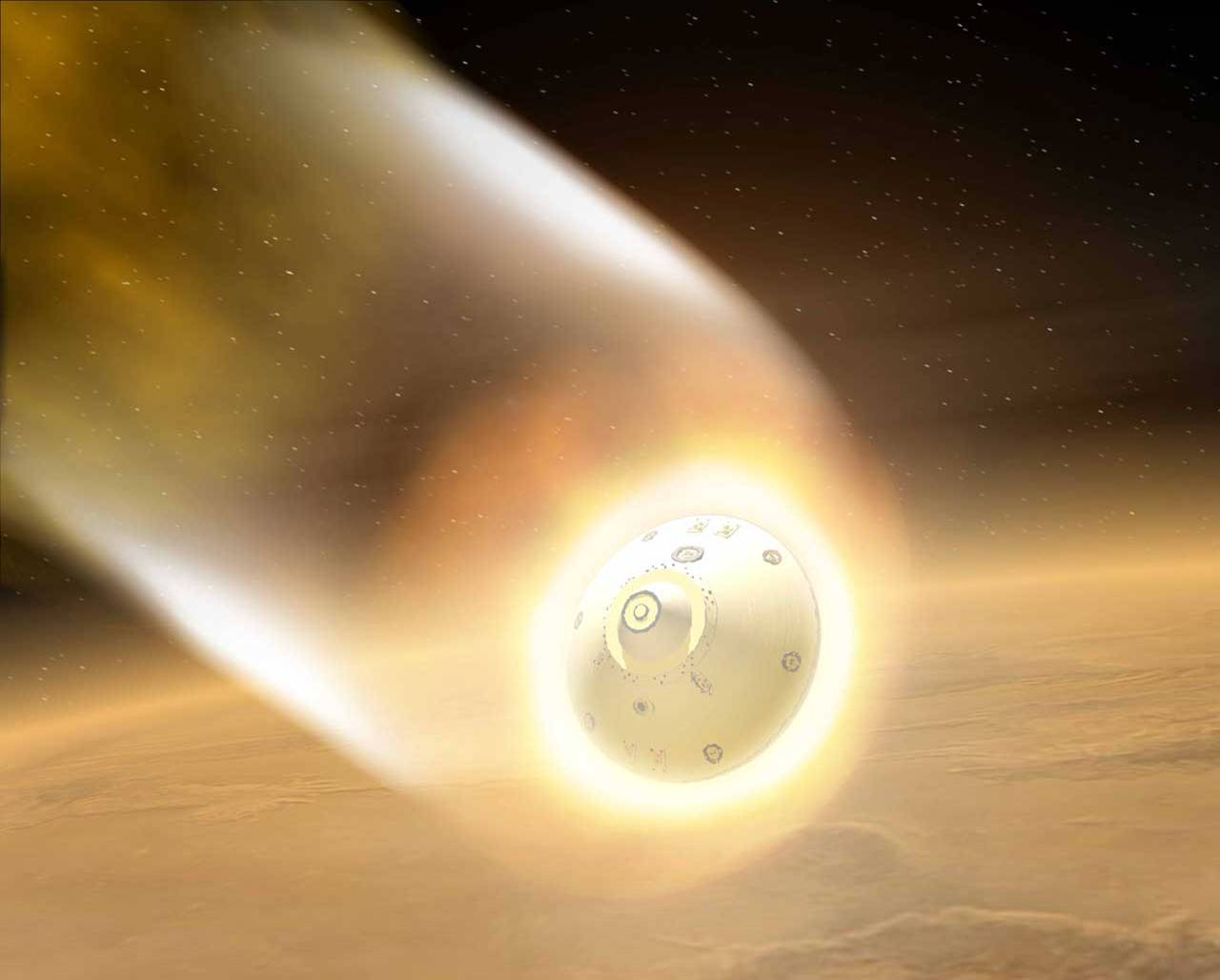
صورة للظرف الجوي لعربة طواف استكشاف المريخ (MER)، والصورة عبارة عن أداء فني.

«دخول الغلاف الجوي» هو حركة جسم قادم من الفضاء الخارجي عبر غازات الغلاف الجوي لكوكب أو كوكب قزم أو قمر طبيعي. هناك نوعان رئيسيان للدخول في الغلاف الجوي: الدخول غير المُنضبط، مثل ذلك الخاص بدخول الأجرام الفلكية، أو الحطام الفضائي، أو النيازك المتفجرة. والدخول المُنضبط (أو إعادة الدخول) لمركبة فضائية خاضعة للتحكم تتبع مسارًا محددًا مسبقًا. يُطلق على التقنيات والإجراءات، التي تسمح بدخول المركبة الفضائية ونزولها وهبوطها عبر الغلاف الجوي بشكل خاضع للسيطرة، اسم إي دي إل.
تتعرض الأجسام التي تدخل الغلاف الجوي للمقاومة المهوائية، التي تؤثر بضغط ميكانيكي على الجسم، والتسخين الحركي الهوائي - الذي يحدث غالبًا بسبب انضغاط الهواء أمام الجسم، ولكن أيضًا بسبب المقاومة الهوائية. يمكن أن تسبب هذه القوى فقدان الجسم لكتلته أو حتى التفكك الكامل للأجسام الأصغر، ويمكن أن تنفجر الأجسام ذات القدرة الضعيفة على مقاومة الانضغاط.
يجب إبطاء سرعة المركبات الفضائية المأهولة إلى سرعات دون سرعة الصوت قبل نشر المظلات أو المكابح الهوائية. تتمتع هذه المركبات بطاقةٍ حركيةٍ تتراوح عادةً بين 50 و1800 ميجا جول، ويُعتبر تبديد تلك الطاقة في الغلاف الجوي الطريقة الوحيدة للتخلص منها. ستكون كمية الوقود المطلوبة لإبطاء المركبة مساويةً تقريبًا للكمية المُستخدمة لتسريعها في البداية نحو الفضاء، وبالتالي فمن غير العملي استخدام الصواريخ الكبحية خلال إعادة الدخول في الغلاف الجوي. في حين أن درجة الحرارة العالية المتولدة على سطح الدرع الحراري تعود إلى الضغط الأديباتي (الكظومي)، تُفقد الطاقة الحركية للمركبة في النهاية نتيجة الاحتكاك الغازي (اللزوجة) بعد مرور المركبة عبر الغلاف الجوي. تشمل طرائق أخرى ضعيفة لتبديد الطاقة إشعاع الجسم الأسود النابع مباشرةً من الغازات الساخنة والتفاعلات الكيميائية بين الغازات المتأينة.
لا تتطلب الرؤوس الحربية البالستية والمركبات المُستهلكة إبطاء سرعتها عند إعادة الدخول في الغلاف الجوي، وفي الواقع، فهي تتمتع بشكل انسيابي للحفاظ على سرعتها. علاوة على ذلك، لا تتطلب العودة ذات السرعة البطيئة إلى الأرض من الفضاء القريب، مثل الفقز المظلي من المناطيد، درعًا حراريًا لأن تسارع الجاذبية لجسم يبدأ من السكون نسبيًا من داخل الغلاف الجوي (أو فوقه بمسافةٍ قليلة) لا يمكن أن يقود لسرعة كافية لتوليد الكثير من التسخين الجوي.
بالنسبة للأرض، يبدأ الدخول في الغلاف الجوي عند «خط كارمان» على ارتفاع 100 كيلومتر (62 ميل؛ 54 ميل بحري) فوق سطح الأرض وفقاً لتعريف العلماء، بينما يبدأ على ارتفاع 250 كيلومتر (160 ميل؛ 130 ميل بحري) على كوكب الزهرة وعلى ارتفاع 80 كيلومتر (50 ميل؛ 43 ميل بحري) تقريبًا على كوكب المريخ. تصل الأجسام غير المُنضبطة إلى سرعات عالية أثناء تسارعها عبر الفضاء نحو الأرض تحت تأثير جاذبيتها، وتتباطأ بسبب الاحتكاك عند الدخول في الغلاف الجوي الأرضي. غالبًا ما تسافر الشهب أيضًا بسرعة كبيرة بالنسبة للأرض، وذلك نظرًا لاختلاف مسار مدارها عن مدار الأرض قبل أن تواجه بئر الجاذبية الأرضية. تدخل معظم الأجسام المُنضبطة الغلاف الجوي بسرعات تفوق سرعة الصوت بكثير بسبب مساراتها دون المدارية (على سبيل المثال، إعادة دخول الصواريخ البالستية العابرة للقارات في الغلاف الجوي) أو المدارية (مثل مركبة «سويوز») أو المسارات غير المقيدة (مثل النيازك). طُورت العديد من التقنيات المتقدمة لتمكين الدخول والتحليق في الغلاف الجوي بسرعات هائلة. يعد الطفو طريقةً بديلة منخفضة السرعة للدخول المنضبط في الغلاف الجوي، إذ تلائم الكواكب ذات الأغلفة الجوية السميكة أو الجاذبية القوية أو كلا العاملين خلال عمليات الدخول المعقدة الأسرع بكثير من الصوت، مثل الغلاف الجوي الخاص بكوكب الزهرة والقمر تيتان والكواكب الغازية العملاقة.

## نبذة تاريخية

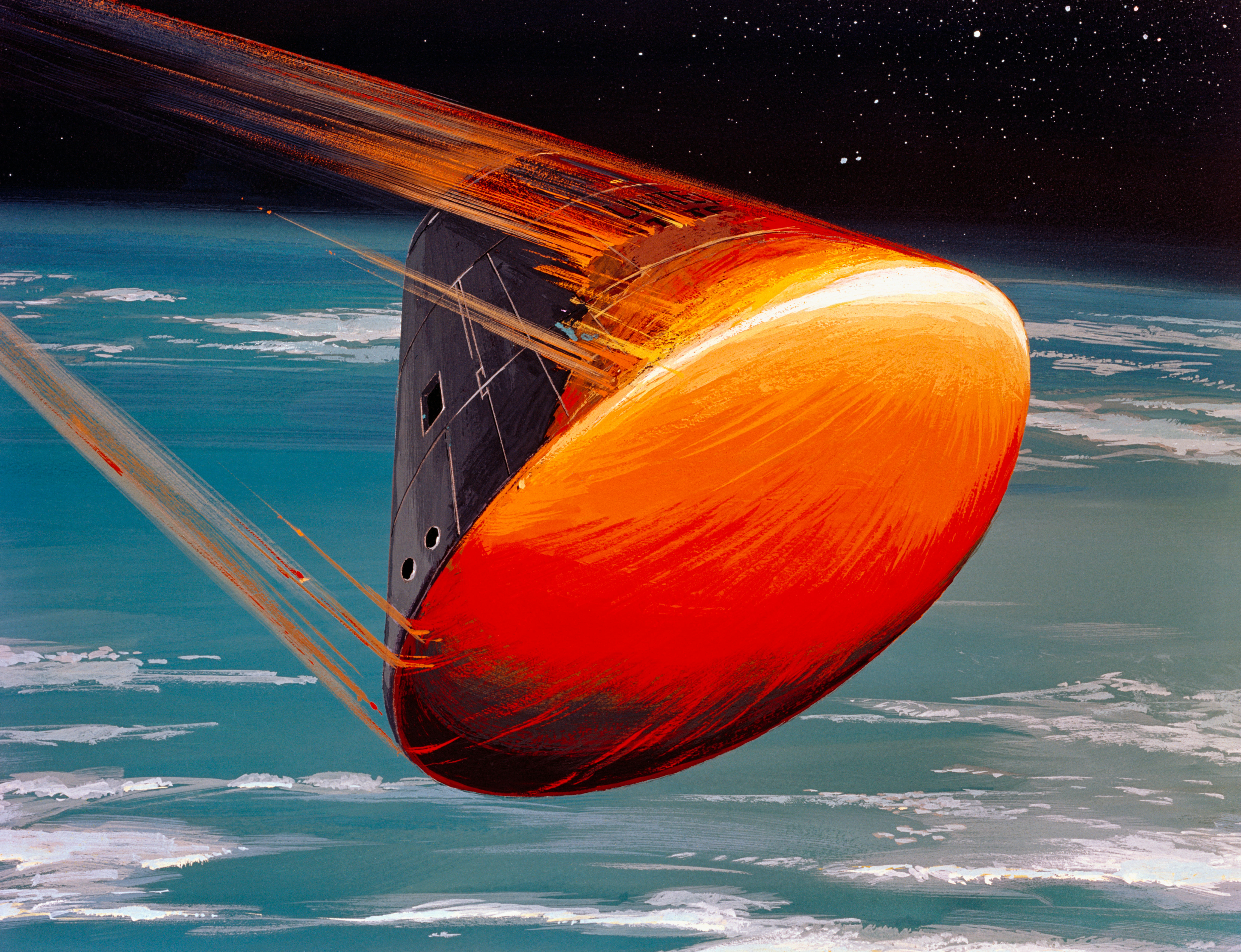
وحدة قيادة أبولو تحلق عند زاوية هجوم عالية من أجل الدخول الرافع، والصورة عبارة عن أداء فني.

لقد وصِفَت فكرة درع الحرارة المُتَذَرّي في وقت مبكر من عام 1920 من قبل روبرت جوددارد فقال: «بالنسبة للشهب التي تدخل الغلاف الجوي بسرعات تصل إلى 48 كيلومتر (30 ميل) في الثانية، فان باطن تلك الشهب يظل بارداً، والتآكل الحادث لها يكون، إلى حد كبير، ناتج من التشظي أو التشقق للسطح الذي تم تسخينه فجأة. لهذا السبب، إذا كان السطح الخارجي للجهاز يتألف من طبقات من مادة صلبه صعبة الانصهار إلى حد بعيد مع طبقات من موصل حراري ردئ، وفان السطح لن يتآكل إلى أي حد كبير، خاصة وأن سرعة الجهاز لن تكون تقريباً بذلك العلو كما تكون في حالة نيزك متوسط الحجم».
بدأ التطوير العملي لنظم إعادة الدخول عندما زاد مدى وسرعة إعادة الدخول للصواريخ الباليستية. بالنسبة لبواكير الصواريخ قصيرة المدى، مثل الصاروخ فاو-2 (V-2)، كان الثبات والإجهاد الحركي الهوائى (الأيرودينمي) من القضايا الهامة (فقد تحطم العديد من صواريخ «فاو-2» أثناء مرحلة إعادة الدخول)، ولكن لم يشكل الارتفاع في حرارة سطح الصاروخ مشكلة خطيرة. الصواريخ متوسطة المدى مثل الصاروخ السوفيتي آر-5، ذو المدى 1200 كيلومتر، تتطلب تدريع حراري مصنوع من مركب سيراميكي يستخدم مع مركبات إعادة الدخول القابلة للانفصال (فقد كان غير ممكناً آن ذاك لهيكل الصاروخ بأكمله أن ينجو من مرحلة إعادة الدخول). لم يكن تطوير أول صاروخ عابر للقارات، ذا نطاق يتراوح بين 8000 و 12,000 كم، ممكناً الا بتطور الدروع الحرارية المُتَذَرّية الحديثة والمركبات ذات الشكل الكليل. كان رائد هذه التكنولوجيا، في الولايات المتحدة الأمريكية، هو هـ. جوليان ألين في مركز بحوث أميس.

## المصطلحات والتعاريف واللغة الإصطلاحية
على مدى عقود منذ الخمسينات، نمت مصطلحات تقنية غنية حول هندسة المركبات المصممة لدخول أجواء الكواكب. فمن المستحسن أن يراجع القارئ
معجم المصطلحات قبل الشروع في الاستمرار في قراءة هذه المقالة عن إعادة دخول الغلاف الجوي.

## مركبات الدخول ذات الجسم الكليل (غير الحاد)

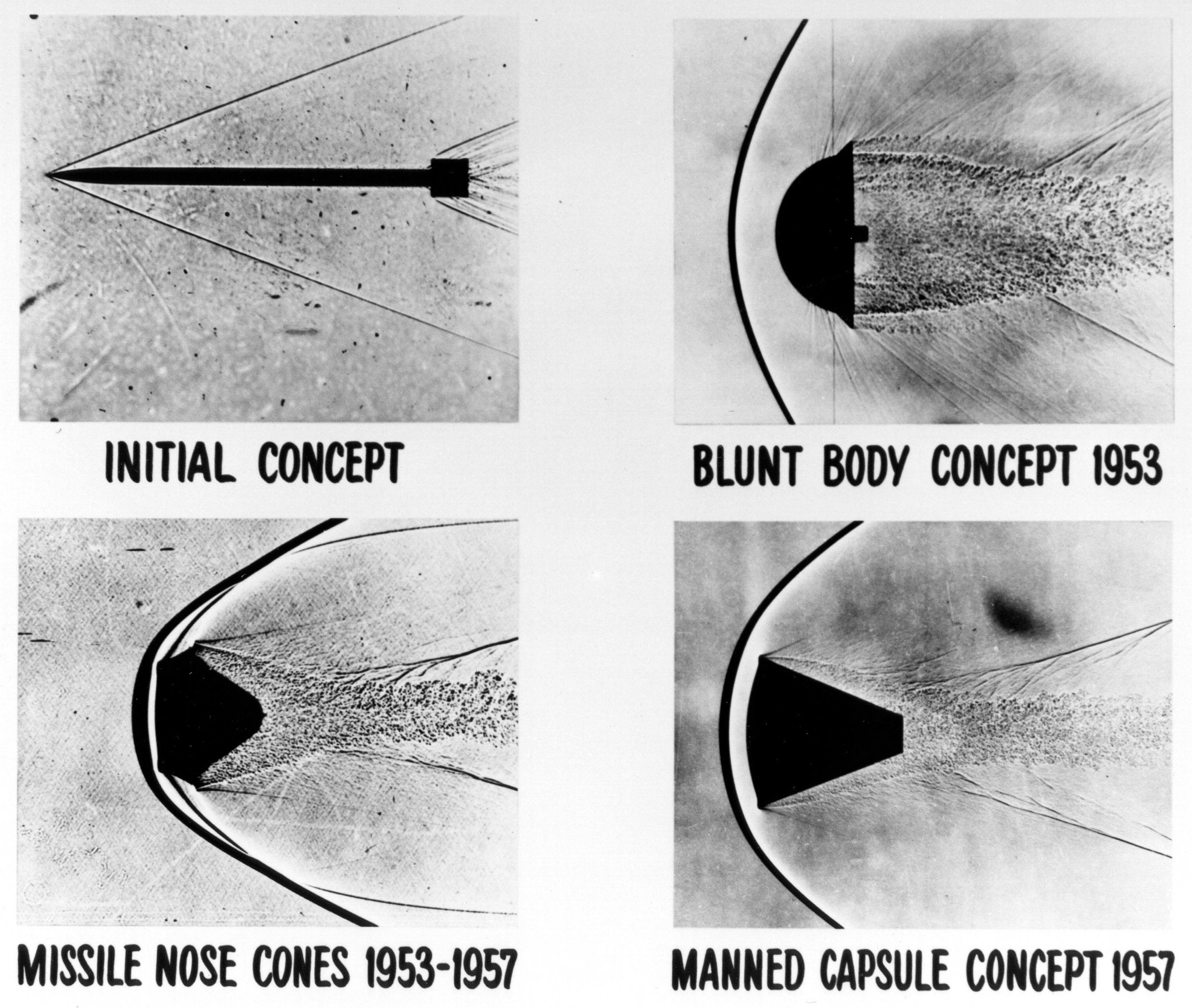
إستخدام الظلال البيانية مع أشكال مختلفة لجسم إعادة الدخول (ناسا) لإظهار التدفق عالي السرعة.

صور الظل البيانية الأربعة في الإطار تمثل التصورات الفكرية المبكرة لمركبات إعادة الدخول. التصوير بالظل البياني هي عملية تصوير تجعل الاضطرابات الحادثة في «سائل متدفق عند سرعة عالية» مرئية، وفيها ينكسر الضوء المار خلال السائل المتدفق تبعاً لمدروج كثافة السائل وينتج عن ذلك مناطق ساطعة وداكنة على شاشة توضع وراء السائل.
في الولايات المتحدة، قام هـ. جوليان ألين وأ.ج. إيجرز الابن، في اللجنة الاستشارية الوطنية للملاحة الجوية (NACA) باكتشاف غير بديهي في عام 1951  وذلك أن الشكل الكليل (الذي يتسبب في قوة سحب أو مقاومة عالية) هو أكثر الأشكال فعالية بالنسبة لدرع الحرارة. فقد أظهر ألين وإيجرز، باستخدام مبادئ هندسية بسيطة، أن الحمل الحراري الذي تعاني منه «مركبة الدخول» يتناسب عكسياً مع معامل السحب، أي كلما زادت قوة السحب (المقاومة)، قل الحمل الحراري. فانه بتشكيل «مركبة إعادة الدخول» كجسم كليل (أو غير حاد)، لا يتمكن الهواء أسفل الجسم من «الخروج من طريقه» بسرعة كافية، وبذلك يعمل الهواء المحبوس كوسادة تدفع بالموجة الصدمية وطبقة الصدم المُسَخَنَة إلى الأمام (بعيداً عن المركبة). وبما أن أغلب الغازات الساخنة لا تصبح بذلك الشكل على اتصال مباشر بالمركبة، فإن الطاقة الحرارية سوف تُحبس في الغاز المصدوم وتتحرك ببساطة حول المركبة ثم تتبدد في الغلاف الجوي لاحقاً.
على الرغم من أنه قد تم التعامل مع ذلك الاكتشاف في البداية باعتباره سر عسكري، الا أنه قد نشر في نهاية المطاف من قبل ألين وإيجرز في عام 1958.